# Аммерзвіллер
Аммерзвілле́р (фр. Ammerzwiller) — колишній муніципалітет у Франції, у регіоні Гранд-Ест, департамент Верхній Рейн. Населення — 374 осіб (2011).
Муніципалітет був розташований на відстані близько 380 км на схід від Парижа, 110 км на південний захід від Страсбура, 50 км на південь від Кольмара.

## Історія
До 2015 року муніципалітет перебував у складі регіону Ельзас. Від 1 січня 2016 року належав до нового об'єднаного регіону Гранд-Ест.
1 січня 2016 року Аммерзвіллер було приєднано до муніципалітету Бернвіллер.

## Демографія
Динаміка населення (INSEE ):
Розподіл населення за віком та статтю (2006):
| Стать | Всього | До 15 років | 15-24 | 25-44 | 45-64 | 65-85 | Понад 85 |
| --- | ------ | ----------- | ----- | ----- | ----- | ----- | -------- |
| Чоловіки | 152    | 24          | 12    | 60    | 36    | 20    | 0        |
| Жінки | 168    | 44          | 8     | 60    | 28    | 24    | 4        |
| \| Статево-вікова піраміда \| Статево-вікова піраміда \| Статево-вікова піраміда \| \| ----------------------- \| ----------------------- \| ----------------------- \| \| Чоловіки \| Вік \| Жінки \| \| 0 \| 85 + \| 4 \| \| 4 \| 80-84 \| 8 \| \| 0 \| 75-79 \| 8 \| \| 0 \| 70-74 \| 8 \| \| 16 \| 65-69 \| 0 \| \| 4 \| 60-64 \| 8 \| \| 12 \| 55-59 \| 8 \| \| 8 \| 50-54 \| 8 \| \| 12 \| 45-49 \| 4 \| \| 20 \| 40-44 \| 12 \| \| 16 \| 35-39 \| 16 \| \| 20 \| 30-34 \| 24 \| \| 4 \| 25-29 \| 8 \| \| 0 \| 20-24 \| 4 \| \| 12 \| 15-20 \| 4 \| \| 0 \| 10-14 \| 28 \| \| 20 \| 5-9 \| 8 \| \| 4 \| 0-4 \| 8 \| |        |             |       |       |       |       |          |
| Статево-вікова піраміда |        |             |       |       |       |       |          |
| Чоловіки | Вік    | Жінки       |       |       |       |       |          |
| 0 | 85 +   | 4           |       |       |       |       |          |
| 4 | 80-84  | 8           |       |       |       |       |          |
| 0 | 75-79  | 8           |       |       |       |       |          |
| 0 | 70-74  | 8           |       |       |       |       |          |
| 16 | 65-69  | 0           |       |       |       |       |          |
| 4 | 60-64  | 8           |       |       |       |       |          |
| 12 | 55-59  | 8           |       |       |       |       |          |
| 8 | 50-54  | 8           |       |       |       |       |          |
| 12 | 45-49  | 4           |       |       |       |       |          |
| 20 | 40-44  | 12          |       |       |       |       |          |
| 16 | 35-39  | 16          |       |       |       |       |          |
| 20 | 30-34  | 24          |       |       |       |       |          |
| 4 | 25-29  | 8           |       |       |       |       |          |
| 0 | 20-24  | 4           |       |       |       |       |          |
| 12 | 15-20  | 4           |       |       |       |       |          |
| 0 | 10-14  | 28          |       |       |       |       |          |
| 20 | 5-9    | 8           |       |       |       |       |          |
| 4 | 0-4    | 8           |       |       |       |       |          |

## Економіка
2010 року серед 248 осіб працездатного віку (15—64 років) 188 були активними, 60 — неактивними (показник активності 75,8%, у 1999 році було 74,8%). З 188 активних мешканців працювали 184 особи (96 чоловіків та 88 жінок), безробітними було 4 (3 чоловіки та 1 жінка). Серед 60 неактивних 22 особи були учнями чи студентами, 23 — пенсіонерами, 15 були неактивними з інших причин.

У 2010 році в муніципалітеті числилось 146 оподаткованих домогосподарств, у яких проживали 389,0 особи, медіана доходів виносила 23 778 євро на одного особоспоживача